# Nederlands landskampioenschap voetbal 1954/55
Het Nederlands landskampioenschap van het seizoen 1954/55 werd beslist via een kampioenscompetitie en had Willem II als winnaar.
Het was het eerste seizoen van het betaald voetbal in Nederland. De jaargang werd een van de opmerkelijkste seizoenen uit geschiedenis van het Nederlandse voetbal en startte met twee verschillende sportbonden die ieder een eigen competitie organiseerden. Nadat de NBVB en de KNVB in november tot overeenstemming kwamen, werden de lopende competities afgebroken en een gezamenlijke competitie opgestart. De kampioenen van de Eerste klasse A, B, C en D kwamen aan het eind van het seizoen uit in een kampioenscompetitie.

## Afgebroken competities
De invoering van het betaald voetbal ging gepaard met de nodige rumoer. Er was door de Limburgse ondernemer Gied Joosten een nieuwe bond opgericht, de Nederlandse Beroeps Voetbalbond (NBVB), die het betaald voetbal introduceerde in Nederland. De nieuwe bond richtte tien nieuwe clubs op waarmee de eerste profcompetitie werd georganiseerd. Deze competitie en de clubs werden geboycot door de KNVB, waardoor men vaak met slechte accommodaties te maken had. De boycot had bijvoorbeeld ook gevolgen voor Tweedeklasser Maurits, dat omdat het het Mauritsstadion verhuurde aan plaatsgenoot Fortuna '54 werd uitgesloten van de competitie.
Ondanks de boycot sloten verschillende bekende spelers zich aan bij de zogenaamde "wilde" profvoetbalclubs. Fortuna '54 had de beschikking over Cor van der Hart, Frans de Munck en Henk Angenent, Amsterdam over Hans Boskamp, Den Haag over Mick Clavan, Piet Kraak en Bertus de Harder, Rapid '54 over Noud van Melis, Rotterdam over Wim Landman en Henk Schouten en Utrecht over Henk Schijvenaar.
Ook de KNVB voerde met ingang van dit seizoen een vergoedingensysteem in en herzag haar overschrijvingsbeleid. Voetballers konden kleine winstpremies verdienen, die varieerden van 25 tot 40 gulden.
Na ongeveer tien speelrondes kwamen de KNVB en de NBVB in november 1954 onverwachts tot overeenstemming en besloten samen te gaan. Alle lopende competities werden afgebroken. Rapid '54 fuseerde met Juliana in Rapid JC, Kerkrade en Bleijerheide gingen verder als Roda Sport, Sportclub Venlo '54 en VVV werden VVV, Den Haag en Rotterdam fuseerden tot Flamingo's'54 (later hernoemd in Holland Sport) en Utrecht ging op in Elinkwijk. De Twentse Profs moest volgens de overeenkomst van de KNVB en de NBVB fuseren met De Graafschap, maar het samengaan ging niet door en de Twentse Profs kon niet deelnemen aan de nieuwe competitie. In de zomer van 1955 ging de club op in Tweedeklasser Tubantia, dat op dat moment toetrad tot het betaald voetbal.
Dit was de tussenstand in de NBVB competitie op het moment dat beide voetbalbonden besloten te fuseren.

### Afgebroken eindstanden

#### NBVB
Er zou een dubbele competitie worden gespeeld: iedere club twee keer thuis en twee keer uit tegen elke andere club.
| Club          | Plaats     | Accommodatie                                                    | Capaciteit           | Trainer               |
| ------------- | ---------- | --------------------------------------------------------------- | -------------------- | --------------------- |
| Alkmaar '54   | Alkmaar    | Gemeentelijk Sportpark                                          | 20.000               | Gerrit van Wijhe      |
| Amsterdam     | Amsterdam  | Gemeentelijk Sportpark Hilversum Sportpark Duivendrecht De Meer | 16.000 29.500        | Piet ter Wiel         |
| Den Haag      | Den Haag   | Duinhorst                                                       |                      | Vilmos Halpern        |
| Fortuna '54   | Geleen     | Mauritsstadion                                                  | 27.000               | József Veréb          |
| De Graafschap | Doetinchem | De Vijverberg                                                   | 13.000               | Leendert IJssennagger |
| Rapid '54     | Heerlen    | Kaalheide                                                       | 20.000               | Ludwig Veg            |
| Rotterdam     | Rotterdam  | Schoonenberg Liesbosweg Sportpark Veenoord Stadion Feijenoord   | 18.000 16.000 65.000 | Franz Fuchs           |
| Twentse Profs | Enschede   | Veldwijk                                                        | 30.000               | Julius Huber          |
| Utrecht       | Utrecht    | Liesbosweg                                                      |                      | Eduan Küras           |
| Venlo '54     | Venlo      | De Berckt                                                       | 10.000               | Ferdi Silz            |

| 1.  | Fortuna '54   | 11 | 7 | 3 | 1 | 17 | 30 | 21 | 9   |
| 2.  | Amsterdam     | 10 | 6 | 2 | 2 | 14 | 27 | 16 | 11  |
| 3.  | Alkmaar '54   | 10 | 4 | 4 | 2 | 12 | 21 | 18 | 3   |
| 4.  | Rotterdam     | 11 | 4 | 4 | 3 | 12 | 23 | 17 | 6   |
| 5.  | Rapid '54     | 11 | 4 | 3 | 4 | 11 | 27 | 28 | -1  |
| 6.  | De Graafschap | 11 | 3 | 5 | 3 | 11 | 24 | 30 | -6  |
| 7.  | Venlo '54     | 11 | 1 | 7 | 3 | 9  | 16 | 19 | -3  |
| 8.  | Den Haag      | 11 | 4 | 1 | 6 | 9  | 16 | 23 | -7  |
| 9.  | Utrecht       | 10 | 3 | 1 | 6 | 7  | 31 | 32 | -1  |
| 10. | Twentse Profs | 10 | 1 | 2 | 7 | 4  | 14 | 25 | -11 |

| 1. | Jo Dingena         | Fortuna '54   | 12 |
| 2. | Tonnie Gallis      | Amsterdam     | 11 |
| 3. | Henk Angenent      | Fortuna '54   | 8  |
| 3. | Teus van Rheenen   | Utrecht       | 8  |
| 5. | Gerrit Kluin       | De Graafschap | 7  |
| 5. | Henk Schouten      | Rotterdam     | 7  |
| 7. | Cor Brom           | Twentse Profs | 6  |
| 7. | Wim de Jongh       | Utrecht       | 6  |
| 7. | Jan Klein          | Amsterdam     | 6  |
| 7. | Noud van Melis     | Rapid '54     | 6  |
| 7. | Henk van der Sluis | Alkmaar '54   | 6  |
| 7. | Klaas Smit         | Alkmaar '54   | 6  |
| 7. | Jos Vonhof         | Amsterdam     | 6  |

| Alkmaar '54   |       | –     | –     | –     | 2 – 2 | 4 – 2 | –     | 1 – 2 | 2 – 1 | 3 – 3 |
| Amsterdam     | 2 – 1 |       | 2 – 1 | –     | 5 – 1 | 6 – 2 | 0 – 0 | 4 – 3 | –     | –     |
| Den Haag      | 2 – 3 | 1 – 6 |       | 1 – 2 | –     | 0 – 1 | –     | 2 – 1 | 4 – 2 | –     |
| Fortuna '54   | 3 – 3 | 2 – 1 | –     |       | –     | 4 – 1 | 2 – 1 | –     | 6 – 3 | –     |
| De Graafschap | –     | –     | 1 – 2 | 3 – 0 |       | 4 – 4 | 1 – 1 | 3 – 2 | 4 – 2 | –     |
| Rapid '54     | –     | –     | 3 – 0 | 2 – 2 | –     |       | 4 – 2 | 4 – 1 | 2 – 3 | 2 – 2 |
| Rotterdam     | 1 – 1 | 4 – 0 | 2 – 3 | –     | –     | –     |       | –     | –     | 3 – 3 |
| Twentse Profs | –     | –     | –     | 0 – 2 | 2 – 2 | –     | 1 – 3 |       | –     | 1 – 1 |
| Utrecht       | –     | –     | –     | 4 – 4 | 9 – 2 | –     | 2 – 4 | 3 – 1 |       | 2 – 3 |
| Venlo '54     | 0 – 1 | 1 – 1 | 0 – 0 | 2 – 3 | 1 – 1 | –     | 0 – 2 | –     | –     |       |

| Alkmaar '54   |   | – | – | – | – | – | – | – | – | – |
| Amsterdam     | – |   | – | – | – | – | – | – | – | – |
| Den Haag      | – | – |   | – | – | – | – | – | – | – |
| Fortuna '54   | – | – | – |   | – | – | – | – | – | – |
| De Graafschap | – | – | – | – |   | – | – | – | – | – |
| Rapid '54     | – | – | – | – | – |   | – | – | – | – |
| Rotterdam     | – | – | – | – | – | – |   | – | – | – |
| Twentse Profs | – | – | – | – | – | – | – |   | – | – |
| Utrecht       | – | – | – | – | – | – | – | – |   | – |
| Venlo '54     | – | – | – | – | – | – | – | – | – |   |

#### KNVB
De vier onderstaande KNVB competities werden ook onmiddellijk afgebroken.
| 1.  | AGOVV              | 10 | 5 | 3 | 2 | 13 | 20 | 14 | 6   |
| 2.  | DWS                | 9  | 5 | 2 | 2 | 12 | 22 | 9  | 13  |
| 3.  | Heerenveen         | 9  | 5 | 2 | 2 | 12 | 22 | 13 | 9   |
| 4.  | Leeuwarden         | 9  | 6 | 0 | 3 | 12 | 14 | 10 | 4   |
| 5.  | GVAV               | 8  | 4 | 3 | 1 | 11 | 12 | 10 | 2   |
| 6.  | Vitesse            | 9  | 3 | 3 | 3 | 9  | 14 | 15 | -1  |
| 7.  | Sportclub Enschede | 9  | 3 | 3 | 3 | 9  | 9  | 10 | -1  |
| 8.  | Haarlem            | 9  | 3 | 2 | 4 | 8  | 12 | 14 | -2  |
| 9.  | VSV                | 9  | 2 | 3 | 4 | 7  | 17 | 17 | 0   |
| 10. | HVC                | 9  | 3 | 1 | 5 | 7  | 12 | 12 | 0   |
| 11. | Elinkwijk          | 8  | 2 | 2 | 4 | 6  | 5  | 14 | -9  |
| 12. | Blauw-Wit          | 9  | 2 | 1 | 6 | 5  | 5  | 15 | -10 |
| 13. | Wageningen         | 9  | 1 | 3 | 5 | 5  | 7  | 18 | -11 |

| Zie Eerste klasse A 1954/55 (afgebroken)/Wedstrijden voor het hoofdartikel over dit onderwerp. | Zie Eerste klasse A 1954/55 (afgebroken)/Wedstrijden voor het hoofdartikel over dit onderwerp. | Zie Eerste klasse A 1954/55 (afgebroken)/Wedstrijden voor het hoofdartikel over dit onderwerp. | Zie Eerste klasse A 1954/55 (afgebroken)/Wedstrijden voor het hoofdartikel over dit onderwerp. | Zie Eerste klasse A 1954/55 (afgebroken)/Wedstrijden voor het hoofdartikel over dit onderwerp. | Zie Eerste klasse A 1954/55 (afgebroken)/Wedstrijden voor het hoofdartikel over dit onderwerp. | Zie Eerste klasse A 1954/55 (afgebroken)/Wedstrijden voor het hoofdartikel over dit onderwerp. | Zie Eerste klasse A 1954/55 (afgebroken)/Wedstrijden voor het hoofdartikel over dit onderwerp. | Zie Eerste klasse A 1954/55 (afgebroken)/Wedstrijden voor het hoofdartikel over dit onderwerp. | Zie Eerste klasse A 1954/55 (afgebroken)/Wedstrijden voor het hoofdartikel over dit onderwerp. | Zie Eerste klasse A 1954/55 (afgebroken)/Wedstrijden voor het hoofdartikel over dit onderwerp. | Zie Eerste klasse A 1954/55 (afgebroken)/Wedstrijden voor het hoofdartikel over dit onderwerp. | Zie Eerste klasse A 1954/55 (afgebroken)/Wedstrijden voor het hoofdartikel over dit onderwerp. | Zie Eerste klasse A 1954/55 (afgebroken)/Wedstrijden voor het hoofdartikel over dit onderwerp. |
|                                                                                                | AGO                                                                                            | BLW                                                                                            | DWS                                                                                            | ELI                                                                                            | GVA                                                                                            | HAA                                                                                            | HEE                                                                                            | HVC                                                                                            | LEE                                                                                            | ENS                                                                                            | VIT                                                                                            | VSV                                                                                            | WAG                                                                                            |
| ---------------------------------------------------------------------------------------------- | ---------------------------------------------------------------------------------------------- | ---------------------------------------------------------------------------------------------- | ---------------------------------------------------------------------------------------------- | ---------------------------------------------------------------------------------------------- | ---------------------------------------------------------------------------------------------- | ---------------------------------------------------------------------------------------------- | ---------------------------------------------------------------------------------------------- | ---------------------------------------------------------------------------------------------- | ---------------------------------------------------------------------------------------------- | ---------------------------------------------------------------------------------------------- | ---------------------------------------------------------------------------------------------- | ---------------------------------------------------------------------------------------------- | ---------------------------------------------------------------------------------------------- |
| AGOVV                                                                                          |                                                                                                | –                                                                                              | –                                                                                              | 4 – 2                                                                                          | –                                                                                              | 0 – 2                                                                                          | 3 – 3                                                                                          | –                                                                                              | –                                                                                              | 1 – 1                                                                                          | 4 – 1                                                                                          | –                                                                                              | 3 – 0                                                                                          |
| Blauw-Wit                                                                                      | 0 – 2                                                                                          |                                                                                                | 1 – 5                                                                                          | –                                                                                              | –                                                                                              | –                                                                                              | 0 – 2                                                                                          | –                                                                                              | –                                                                                              | –                                                                                              | 1 – 0                                                                                          | –                                                                                              | –                                                                                              |
| DWS                                                                                            | –                                                                                              | –                                                                                              |                                                                                                | 3 – 0                                                                                          | 1 – 2                                                                                          | –                                                                                              | 2 – 2                                                                                          | –                                                                                              | –                                                                                              | 1 – 2                                                                                          | –                                                                                              | –                                                                                              | 5 – 0                                                                                          |
| Elinkwijk                                                                                      | –                                                                                              | 0 – 0                                                                                          | –                                                                                              |                                                                                                | –                                                                                              | –                                                                                              | 2 – 1                                                                                          | 1 – 0                                                                                          | –                                                                                              | –                                                                                              | –                                                                                              | 0 – 4                                                                                          | –                                                                                              |
| GVAV                                                                                           | 1 – 1                                                                                          | 1 – 0                                                                                          | –                                                                                              | –                                                                                              |                                                                                                | –                                                                                              | –                                                                                              | –                                                                                              | –                                                                                              | –                                                                                              | 1 – 1                                                                                          | 3 – 3                                                                                          | –                                                                                              |
| Haarlem                                                                                        | –                                                                                              | 1 – 0                                                                                          | –                                                                                              | –                                                                                              | 0 – 2                                                                                          |                                                                                                | –                                                                                              | 0 – 1                                                                                          | –                                                                                              | –                                                                                              | –                                                                                              | 2 – 2                                                                                          | –                                                                                              |
| Heerenveen                                                                                     | –                                                                                              | –                                                                                              | –                                                                                              | –                                                                                              | 3 – 0                                                                                          | 3 – 1                                                                                          |                                                                                                | –                                                                                              | 3 – 2                                                                                          | 3 – 0                                                                                          | –                                                                                              | –                                                                                              | –                                                                                              |
| HVC                                                                                            | 3 – 0                                                                                          | 2 – 3                                                                                          | 0 – 1                                                                                          | –                                                                                              | –                                                                                              | –                                                                                              | –                                                                                              |                                                                                                | –                                                                                              | 1 – 1                                                                                          | –                                                                                              | –                                                                                              | 2 – 1                                                                                          |
| Leeuwarden                                                                                     | –                                                                                              | 2 – 0                                                                                          | 0 – 2                                                                                          | –                                                                                              | 1 – 2                                                                                          | –                                                                                              | –                                                                                              | 3 – 2                                                                                          |                                                                                                | –                                                                                              | –                                                                                              | 1 – 0                                                                                          | –                                                                                              |
| Sportclub Enschede                                                                             | –                                                                                              | –                                                                                              | –                                                                                              | 2 – 0                                                                                          | –                                                                                              | 3 – 1                                                                                          | –                                                                                              | –                                                                                              | 0 – 2                                                                                          |                                                                                                | –                                                                                              | –                                                                                              | –                                                                                              |
| Vitesse                                                                                        | –                                                                                              | –                                                                                              | –                                                                                              | –                                                                                              | –                                                                                              | 3 – 3                                                                                          | 3 – 2                                                                                          | –                                                                                              | 0 – 1                                                                                          | 1 – 0                                                                                          |                                                                                                | –                                                                                              | 2 – 2                                                                                          |
| VSV                                                                                            | 1 – 2                                                                                          | –                                                                                              | 2 – 2                                                                                          | –                                                                                              | –                                                                                              | –                                                                                              | –                                                                                              | 2 – 1                                                                                          | –                                                                                              | –                                                                                              | 1 – 3                                                                                          |                                                                                                | –                                                                                              |
| Wageningen                                                                                     | –                                                                                              | –                                                                                              | –                                                                                              | 0 – 0                                                                                          | –                                                                                              | 0 – 2                                                                                          | –                                                                                              | 1 – 2                                                                                          | –                                                                                              | 0 – 0                                                                                          | –                                                                                              | 3 – 2                                                                                          |                                                                                                |

| 1. | Abe Lenstra       | Heerenveen | 8 |
| 1. | Mais Hanskamp     | AGOVV      | 8 |
| 3. | Herman Koot       | DWS        | 7 |
| 4. | Roelof Peters     | AGOVV      | 6 |
| 5. | Marten Brandsma   | Heerenveen | 5 |
| 5. | Henk Loermans     | DWS        | 5 |
| 7. | Johannes Bakker   | Leeuwarden | 4 |
| 7. | Harm Dijkstra     | DWS        | 4 |
| 7. | Piet Groeneveld   | Haarlem    | 4 |
| 7. | Rikkert La Crois  | GVAV       | 4 |
| 7. | Wim Molenaar      | Heerenveen | 4 |
| 7. | Henk Verswijveren | VSV        | 4 |

| 1.  | Ajax            | 9 | 6 | 2 | 1 | 14 | 31 | 15 | 16  |
| 2.  | DOS             | 9 | 4 | 4 | 1 | 12 | 25 | 17 | 8   |
| 3.  | De Volewijckers | 9 | 5 | 2 | 2 | 12 | 19 | 11 | 8   |
| 4.  | Enschedese Boys | 8 | 4 | 1 | 3 | 9  | 22 | 16 | 6   |
| 5.  | Stormvogels     | 8 | 2 | 5 | 1 | 9  | 14 | 12 | 2   |
| 6.  | Rigtersbleek    | 9 | 4 | 1 | 4 | 9  | 20 | 20 | 0   |
| 7.  | Go Ahead        | 9 | 2 | 5 | 2 | 9  | 18 | 18 | 0   |
| 8.  | Heracles        | 9 | 3 | 2 | 4 | 8  | 16 | 18 | -2  |
| 9.  | N.E.C.          | 7 | 3 | 1 | 3 | 7  | 12 | 9  | 3   |
| 10. | EDO             | 8 | 2 | 3 | 3 | 7  | 12 | 20 | -8  |
| 11. | Zwolsche Boys   | 9 | 2 | 2 | 5 | 6  | 11 | 22 | -11 |
| 12. | Be Quick        | 8 | 2 | 1 | 5 | 5  | 15 | 20 | -5  |
| 13. | Veendam         | 8 | 1 | 1 | 6 | 3  | 11 | 28 | -17 |

| Zie Eerste klasse B 1954/55 (afgebroken)/Wedstrijden voor het hoofdartikel over dit onderwerp. | Zie Eerste klasse B 1954/55 (afgebroken)/Wedstrijden voor het hoofdartikel over dit onderwerp. | Zie Eerste klasse B 1954/55 (afgebroken)/Wedstrijden voor het hoofdartikel over dit onderwerp. | Zie Eerste klasse B 1954/55 (afgebroken)/Wedstrijden voor het hoofdartikel over dit onderwerp. | Zie Eerste klasse B 1954/55 (afgebroken)/Wedstrijden voor het hoofdartikel over dit onderwerp. | Zie Eerste klasse B 1954/55 (afgebroken)/Wedstrijden voor het hoofdartikel over dit onderwerp. | Zie Eerste klasse B 1954/55 (afgebroken)/Wedstrijden voor het hoofdartikel over dit onderwerp. | Zie Eerste klasse B 1954/55 (afgebroken)/Wedstrijden voor het hoofdartikel over dit onderwerp. | Zie Eerste klasse B 1954/55 (afgebroken)/Wedstrijden voor het hoofdartikel over dit onderwerp. | Zie Eerste klasse B 1954/55 (afgebroken)/Wedstrijden voor het hoofdartikel over dit onderwerp. | Zie Eerste klasse B 1954/55 (afgebroken)/Wedstrijden voor het hoofdartikel over dit onderwerp. | Zie Eerste klasse B 1954/55 (afgebroken)/Wedstrijden voor het hoofdartikel over dit onderwerp. | Zie Eerste klasse B 1954/55 (afgebroken)/Wedstrijden voor het hoofdartikel over dit onderwerp. | Zie Eerste klasse B 1954/55 (afgebroken)/Wedstrijden voor het hoofdartikel over dit onderwerp. |
|                                                                                                | AJA                                                                                            | BEQ                                                                                            | DOS                                                                                            | EDO                                                                                            | ENB                                                                                            | GOA                                                                                            | HER                                                                                            | NEC                                                                                            | RIG                                                                                            | STO                                                                                            | VEE                                                                                            | VWK                                                                                            | ZBO                                                                                            |
| ---------------------------------------------------------------------------------------------- | ---------------------------------------------------------------------------------------------- | ---------------------------------------------------------------------------------------------- | ---------------------------------------------------------------------------------------------- | ---------------------------------------------------------------------------------------------- | ---------------------------------------------------------------------------------------------- | ---------------------------------------------------------------------------------------------- | ---------------------------------------------------------------------------------------------- | ---------------------------------------------------------------------------------------------- | ---------------------------------------------------------------------------------------------- | ---------------------------------------------------------------------------------------------- | ---------------------------------------------------------------------------------------------- | ---------------------------------------------------------------------------------------------- | ---------------------------------------------------------------------------------------------- |
| Ajax                                                                                           |                                                                                                | –                                                                                              | 2 – 2                                                                                          | –                                                                                              | 3 – 2                                                                                          | –                                                                                              | –                                                                                              | –                                                                                              | –                                                                                              | –                                                                                              | 7 – 1                                                                                          | –                                                                                              | 5 – 1                                                                                          |
| Be Quick                                                                                       | 1 – 4                                                                                          |                                                                                                | –                                                                                              | –                                                                                              | –                                                                                              | –                                                                                              | 1 – 2                                                                                          | –                                                                                              | –                                                                                              | –                                                                                              | 5 – 3                                                                                          | 0 – 1                                                                                          | –                                                                                              |
| DOS                                                                                            | –                                                                                              | –                                                                                              |                                                                                                | –                                                                                              | –                                                                                              | 2 – 2                                                                                          | –                                                                                              | 2 – 1                                                                                          | –                                                                                              | 3 – 3                                                                                          | 2 – 3                                                                                          | –                                                                                              | 7 – 1                                                                                          |
| EDO                                                                                            | 3 – 2                                                                                          | 1 – 4                                                                                          | –                                                                                              |                                                                                                | –                                                                                              | 0 – 0                                                                                          | 4 – 4                                                                                          | –                                                                                              | 1 – 2                                                                                          | –                                                                                              | –                                                                                              | –                                                                                              | –                                                                                              |
| Enschedese Boys                                                                                | –                                                                                              | 5 – 1                                                                                          | 3 – 3                                                                                          | 6 – 0                                                                                          |                                                                                                | –                                                                                              | –                                                                                              | –                                                                                              | –                                                                                              | –                                                                                              | –                                                                                              | 0 – 4                                                                                          | –                                                                                              |
| Go Ahead                                                                                       | 2 – 4                                                                                          | 4 – 3                                                                                          | –                                                                                              | –                                                                                              | 0 – 1                                                                                          |                                                                                                | –                                                                                              | –                                                                                              | –                                                                                              | –                                                                                              | –                                                                                              | –                                                                                              | –                                                                                              |
| Heracles                                                                                       | –                                                                                              | –                                                                                              | 0 – 1                                                                                          | –                                                                                              | 4 – 1                                                                                          | –                                                                                              |                                                                                                | –                                                                                              | 1 – 4                                                                                          | 1 – 0                                                                                          | 1 – 1                                                                                          | –                                                                                              | –                                                                                              |
| N.E.C.                                                                                         | 2 – 3                                                                                          | –                                                                                              | –                                                                                              | 1 – 1                                                                                          | –                                                                                              | –                                                                                              | –                                                                                              |                                                                                                | 4 – 0                                                                                          | –                                                                                              | –                                                                                              | 1 – 3                                                                                          | 1 – 0                                                                                          |
| Rigtersbleek                                                                                   | –                                                                                              | –                                                                                              | 2 – 3                                                                                          | –                                                                                              | –                                                                                              | 1 – 3                                                                                          | –                                                                                              | –                                                                                              |                                                                                                | 3 – 3                                                                                          | 4 – 1                                                                                          | –                                                                                              | –                                                                                              |
| Stormvogels                                                                                    | –                                                                                              | 0 – 0                                                                                          | –                                                                                              | –                                                                                              | –                                                                                              | 2 – 2                                                                                          | –                                                                                              | –                                                                                              | –                                                                                              |                                                                                                | –                                                                                              | 2 – 1                                                                                          | 1 – 1                                                                                          |
| Veendam                                                                                        | –                                                                                              | –                                                                                              | –                                                                                              | –                                                                                              | 1 – 4                                                                                          | –                                                                                              | –                                                                                              | 0 – 2                                                                                          | –                                                                                              | 1 – 3                                                                                          |                                                                                                | –                                                                                              | –                                                                                              |
| De Volewijckers                                                                                | 1 – 1                                                                                          | –                                                                                              | –                                                                                              | –                                                                                              | –                                                                                              | 2 – 2                                                                                          | 4 – 2                                                                                          | –                                                                                              | 2 – 3                                                                                          | –                                                                                              | –                                                                                              |                                                                                                | –                                                                                              |
| Zwolsche Boys                                                                                  | –                                                                                              | –                                                                                              | –                                                                                              | 1 – 2                                                                                          | –                                                                                              | 3 – 3                                                                                          | 2 – 1                                                                                          | –                                                                                              | 2 – 1                                                                                          | –                                                                                              | –                                                                                              | 0 – 1                                                                                          |                                                                                                |

| 1.  | Klaas Bakker         | Ajax            | 10 |
| 1.  | Piet Burgers         | Ajax            | 10 |
| 3.  | Wim Bleijenberg      | Rigtersbleek    | 9  |
| 4.  | Dick Schenkel        | De Volewijckers | 8  |
| 4.  | Gerard Selderhuis    | Enschedese Boys | 8  |
| 6.  | Dirk Lammers         | DOS             | 7  |
| 6.  | Tonny van der Linden | DOS             | 7  |
| 6.  | Klaas Lugthart       | Be Quick        | 7  |
| 9.  | Gerrit Nijsink       | Enschedese Boys | 6  |
| 10. | Tonny van Gelder     | Go Ahead        | 5  |
| 10. | Gerrit Trooster      | Rigtersbleek    | 5  |
| 10. | Sjaak de Vries       | De Volewijckers | 5  |
| 10. | Arend van der Wel    | Ajax            | 5  |

| 1.  | PSV        | 9  | 8 | 0 | 1 | 16 | 28 | 15 | 13  |
| 2.  | NAC        | 9  | 7 | 0 | 2 | 14 | 21 | 7  | 14  |
| 3.  | BVV        | 9  | 6 | 1 | 2 | 13 | 22 | 16 | 6   |
| 4.  | Willem II  | 9  | 5 | 1 | 3 | 11 | 18 | 12 | 6   |
| 5.  | RBC        | 10 | 5 | 1 | 4 | 11 | 21 | 18 | 3   |
| 6.  | Limburgia  | 10 | 4 | 2 | 4 | 10 | 15 | 11 | 4   |
| 7.  | EBOH       | 9  | 4 | 1 | 4 | 9  | 22 | 22 | 0   |
| 8.  | Xerxes     | 9  | 4 | 0 | 5 | 8  | 11 | 11 | 0   |
| 9.  | Sittardia  | 9  | 2 | 3 | 4 | 7  | 19 | 23 | -4  |
| 10. | Hermes DVS | 9  | 3 | 1 | 5 | 7  | 12 | 18 | -6  |
| 11. | Excelsior  | 8  | 3 | 0 | 5 | 6  | 13 | 21 | -8  |
| 12. | VVV        | 9  | 2 | 0 | 7 | 4  | 13 | 24 | -11 |
| 13. | Kerkrade   | 9  | 1 | 0 | 8 | 2  | 13 | 30 | -17 |

| Zie Eerste klasse C 1954/55 (afgebroken)/Wedstrijden voor het hoofdartikel over dit onderwerp. | Zie Eerste klasse C 1954/55 (afgebroken)/Wedstrijden voor het hoofdartikel over dit onderwerp. | Zie Eerste klasse C 1954/55 (afgebroken)/Wedstrijden voor het hoofdartikel over dit onderwerp. | Zie Eerste klasse C 1954/55 (afgebroken)/Wedstrijden voor het hoofdartikel over dit onderwerp. | Zie Eerste klasse C 1954/55 (afgebroken)/Wedstrijden voor het hoofdartikel over dit onderwerp. | Zie Eerste klasse C 1954/55 (afgebroken)/Wedstrijden voor het hoofdartikel over dit onderwerp. | Zie Eerste klasse C 1954/55 (afgebroken)/Wedstrijden voor het hoofdartikel over dit onderwerp. | Zie Eerste klasse C 1954/55 (afgebroken)/Wedstrijden voor het hoofdartikel over dit onderwerp. | Zie Eerste klasse C 1954/55 (afgebroken)/Wedstrijden voor het hoofdartikel over dit onderwerp. | Zie Eerste klasse C 1954/55 (afgebroken)/Wedstrijden voor het hoofdartikel over dit onderwerp. | Zie Eerste klasse C 1954/55 (afgebroken)/Wedstrijden voor het hoofdartikel over dit onderwerp. | Zie Eerste klasse C 1954/55 (afgebroken)/Wedstrijden voor het hoofdartikel over dit onderwerp. | Zie Eerste klasse C 1954/55 (afgebroken)/Wedstrijden voor het hoofdartikel over dit onderwerp. | Zie Eerste klasse C 1954/55 (afgebroken)/Wedstrijden voor het hoofdartikel over dit onderwerp. |
|                                                                                                | BVV                                                                                            | EBO                                                                                            | EXC                                                                                            | DVS                                                                                            | KRK                                                                                            | LIM                                                                                            | NAC                                                                                            | PSV                                                                                            | RBC                                                                                            | SIT                                                                                            | VVV                                                                                            | WII                                                                                            | XER                                                                                            |
| ---------------------------------------------------------------------------------------------- | ---------------------------------------------------------------------------------------------- | ---------------------------------------------------------------------------------------------- | ---------------------------------------------------------------------------------------------- | ---------------------------------------------------------------------------------------------- | ---------------------------------------------------------------------------------------------- | ---------------------------------------------------------------------------------------------- | ---------------------------------------------------------------------------------------------- | ---------------------------------------------------------------------------------------------- | ---------------------------------------------------------------------------------------------- | ---------------------------------------------------------------------------------------------- | ---------------------------------------------------------------------------------------------- | ---------------------------------------------------------------------------------------------- | ---------------------------------------------------------------------------------------------- |
| BVV                                                                                            |                                                                                                | 4 – 0                                                                                          | –                                                                                              | 2 – 1                                                                                          | –                                                                                              | –                                                                                              | 2 – 1                                                                                          | –                                                                                              | 3 – 1                                                                                          | –                                                                                              | 4 – 2                                                                                          | –                                                                                              | –                                                                                              |
| EBOH                                                                                           | –                                                                                              |                                                                                                | –                                                                                              | –                                                                                              | –                                                                                              | 2 – 0                                                                                          | 3 – 4                                                                                          | –                                                                                              | –                                                                                              | 3 – 3                                                                                          | –                                                                                              | 2 – 1                                                                                          | –                                                                                              |
| Excelsior                                                                                      | 0 – 3                                                                                          | –                                                                                              |                                                                                                | –                                                                                              | 4 – 3                                                                                          | 2 – 0                                                                                          | –                                                                                              | –                                                                                              | 2 – 3                                                                                          | –                                                                                              | –                                                                                              | –                                                                                              | –                                                                                              |
| Hermes DVS                                                                                     | –                                                                                              | 4 – 3                                                                                          | 1 – 0                                                                                          |                                                                                                | –                                                                                              | –                                                                                              | –                                                                                              | –                                                                                              | 2 – 1                                                                                          | –                                                                                              | –                                                                                              | –                                                                                              | 0 – 3                                                                                          |
| Kerkrade                                                                                       | 1 – 2                                                                                          | –                                                                                              | –                                                                                              | 1 – 0                                                                                          |                                                                                                | 0 – 4                                                                                          | –                                                                                              | 2 – 4                                                                                          | –                                                                                              | –                                                                                              | –                                                                                              | 0 – 1                                                                                          | –                                                                                              |
| Limburgia                                                                                      | 3 – 1                                                                                          | –                                                                                              | –                                                                                              | 1 – 1                                                                                          | –                                                                                              |                                                                                                | –                                                                                              | –                                                                                              | 3 – 0                                                                                          | 0 – 0                                                                                          | 3 – 1                                                                                          | –                                                                                              | –                                                                                              |
| NAC                                                                                            | –                                                                                              | –                                                                                              | 3 – 0                                                                                          | 3 – 0                                                                                          | –                                                                                              | –                                                                                              |                                                                                                | –                                                                                              | –                                                                                              | 2 – 0                                                                                          | –                                                                                              | –                                                                                              | 2 – 0                                                                                          |
| PSV                                                                                            | –                                                                                              | –                                                                                              | 6 – 2                                                                                          | 4 – 3                                                                                          | –                                                                                              | –                                                                                              | 2 – 1                                                                                          |                                                                                                | 1 – 0                                                                                          | –                                                                                              | 2 – 1                                                                                          | –                                                                                              | –                                                                                              |
| RBC                                                                                            | –                                                                                              | 4 – 1                                                                                          | –                                                                                              | –                                                                                              | 6 – 2                                                                                          | –                                                                                              | –                                                                                              | –                                                                                              |                                                                                                | –                                                                                              | 2 – 1                                                                                          | 2 – 2                                                                                          | 2 – 1                                                                                          |
| Sittardia                                                                                      | 3 – 3                                                                                          | –                                                                                              | –                                                                                              | –                                                                                              | 5 – 2                                                                                          | –                                                                                              | –                                                                                              | 3 – 6                                                                                          | –                                                                                              |                                                                                                | –                                                                                              | 2 – 4                                                                                          | –                                                                                              |
| VVV                                                                                            | –                                                                                              | 2 – 5                                                                                          | 2 – 3                                                                                          | –                                                                                              | –                                                                                              | –                                                                                              | 0 – 3                                                                                          | –                                                                                              | –                                                                                              | 3 – 2                                                                                          |                                                                                                | –                                                                                              | 1 – 0                                                                                          |
| Willem II                                                                                      | 4 – 1                                                                                          | –                                                                                              | –                                                                                              | –                                                                                              | –                                                                                              | 2 – 0                                                                                          | 0 – 2                                                                                          | 2 – 3                                                                                          | –                                                                                              | –                                                                                              | –                                                                                              |                                                                                                | –                                                                                              |
| Xerxes                                                                                         | –                                                                                              | –                                                                                              | –                                                                                              | –                                                                                              | 4 – 2                                                                                          | 2 – 1                                                                                          | –                                                                                              | 1 – 0                                                                                          | –                                                                                              | 0 – 1                                                                                          | –                                                                                              | 0 – 2                                                                                          |                                                                                                |

| 1. | Coen Dillen        | PSV       | 14 |
| 2. | Leo Canjels        | NAC       | 12 |
| 3. | Arie Schoon        | EBOH      | 9  |
| 4. | Sjel de Bruijckere | Willem II | 8  |
| 4. | Kees Vermunt       | RBC       | 8  |
| 6. | Piet van Overbeek  | BVV       | 7  |
| 7. | Harie Ehlen        | Sittardia | 6  |
| 7. | Loek Feijen        | Limburgia | 6  |
| 9. | Coy Koopal         | VVV       | 5  |
| 9. | Piet Fransen       | PSV       | 5  |
| 9. | Bob Jongen         | Kerkrade  | 5  |

| 1.  | Feijenoord   | 10 | 7 | 1 | 2 | 15 | 34 | 13 | 21  |
| 2.  | SVV          | 9  | 7 | 1 | 1 | 15 | 22 | 10 | 12  |
| 3.  | ADO          | 8  | 5 | 1 | 2 | 11 | 28 | 8  | 20  |
| 4.  | Emma         | 9  | 5 | 1 | 3 | 11 | 27 | 18 | 9   |
| 5.  | Sparta       | 9  | 4 | 2 | 3 | 10 | 19 | 18 | 1   |
| 6.  | LONGA        | 10 | 4 | 2 | 4 | 10 | 17 | 23 | -6  |
| 7.  | D.F.C.       | 8  | 4 | 1 | 3 | 9  | 14 | 12 | 2   |
| 8.  | Eindhoven    | 9  | 4 | 1 | 4 | 9  | 16 | 17 | -1  |
| 9.  | Juliana      | 9  | 3 | 3 | 3 | 9  | 16 | 22 | -6  |
| 10. | MVV          | 9  | 3 | 1 | 5 | 7  | 19 | 21 | -2  |
| 11. | NOAD         | 8  | 2 | 2 | 4 | 6  | 12 | 18 | -6  |
| 12. | Bleijerheide | 9  | 1 | 1 | 7 | 3  | 9  | 27 | -18 |
| 13. | Brabantia    | 9  | 0 | 1 | 8 | 1  | 6  | 32 | -26 |

| Zie Eerste klasse D 1954/55 (afgebroken)/Wedstrijden voor het hoofdartikel over dit onderwerp. | Zie Eerste klasse D 1954/55 (afgebroken)/Wedstrijden voor het hoofdartikel over dit onderwerp. | Zie Eerste klasse D 1954/55 (afgebroken)/Wedstrijden voor het hoofdartikel over dit onderwerp. | Zie Eerste klasse D 1954/55 (afgebroken)/Wedstrijden voor het hoofdartikel over dit onderwerp. | Zie Eerste klasse D 1954/55 (afgebroken)/Wedstrijden voor het hoofdartikel over dit onderwerp. | Zie Eerste klasse D 1954/55 (afgebroken)/Wedstrijden voor het hoofdartikel over dit onderwerp. | Zie Eerste klasse D 1954/55 (afgebroken)/Wedstrijden voor het hoofdartikel over dit onderwerp. | Zie Eerste klasse D 1954/55 (afgebroken)/Wedstrijden voor het hoofdartikel over dit onderwerp. | Zie Eerste klasse D 1954/55 (afgebroken)/Wedstrijden voor het hoofdartikel over dit onderwerp. | Zie Eerste klasse D 1954/55 (afgebroken)/Wedstrijden voor het hoofdartikel over dit onderwerp. | Zie Eerste klasse D 1954/55 (afgebroken)/Wedstrijden voor het hoofdartikel over dit onderwerp. | Zie Eerste klasse D 1954/55 (afgebroken)/Wedstrijden voor het hoofdartikel over dit onderwerp. | Zie Eerste klasse D 1954/55 (afgebroken)/Wedstrijden voor het hoofdartikel over dit onderwerp. | Zie Eerste klasse D 1954/55 (afgebroken)/Wedstrijden voor het hoofdartikel over dit onderwerp. |
|                                                                                                | ADO                                                                                            | BLH                                                                                            | BRA                                                                                            | DFC                                                                                            | EIN                                                                                            | EMA                                                                                            | FEIJ                                                                                           | JUL                                                                                            | LON                                                                                            | MVV                                                                                            | NOA                                                                                            | SPA                                                                                            | SVV                                                                                            |
| ---------------------------------------------------------------------------------------------- | ---------------------------------------------------------------------------------------------- | ---------------------------------------------------------------------------------------------- | ---------------------------------------------------------------------------------------------- | ---------------------------------------------------------------------------------------------- | ---------------------------------------------------------------------------------------------- | ---------------------------------------------------------------------------------------------- | ---------------------------------------------------------------------------------------------- | ---------------------------------------------------------------------------------------------- | ---------------------------------------------------------------------------------------------- | ---------------------------------------------------------------------------------------------- | ---------------------------------------------------------------------------------------------- | ---------------------------------------------------------------------------------------------- | ---------------------------------------------------------------------------------------------- |
| ADO                                                                                            |                                                                                                | 5 – 0                                                                                          | –                                                                                              | 5 – 3                                                                                          | –                                                                                              | –                                                                                              | –                                                                                              | –                                                                                              | –                                                                                              | 5 – 0                                                                                          | 0 – 0                                                                                          | –                                                                                              | –                                                                                              |
| Bleijerheide                                                                                   | –                                                                                              |                                                                                                | 2 – 0                                                                                          | 1 – 2                                                                                          | 0 – 2                                                                                          | 1 – 6                                                                                          | –                                                                                              | –                                                                                              | 1 – 2                                                                                          | –                                                                                              | –                                                                                              | –                                                                                              | –                                                                                              |
| Brabantia                                                                                      | 1 – 8                                                                                          | –                                                                                              |                                                                                                | –                                                                                              | 0 – 2                                                                                          | –                                                                                              | 2 – 4                                                                                          | –                                                                                              | –                                                                                              | 0 – 5                                                                                          | –                                                                                              | –                                                                                              | –                                                                                              |
| D.F.C.                                                                                         | –                                                                                              | –                                                                                              | 2 – 0                                                                                          |                                                                                                | –                                                                                              | –                                                                                              | 1 – 1                                                                                          | –                                                                                              | 3 – 1                                                                                          | –                                                                                              | –                                                                                              | 1 – 2                                                                                          | –                                                                                              |
| Eindhoven                                                                                      | –                                                                                              | –                                                                                              | –                                                                                              | –                                                                                              |                                                                                                | –                                                                                              | 2 – 1                                                                                          | 2 – 3                                                                                          | 2 – 2                                                                                          | –                                                                                              | –                                                                                              | 1 – 3                                                                                          | –                                                                                              |
| Emma                                                                                           | –                                                                                              | –                                                                                              | –                                                                                              | 0 – 2                                                                                          | 3 – 0                                                                                          |                                                                                                | 0 – 5                                                                                          | –                                                                                              | 8 – 1                                                                                          | –                                                                                              | –                                                                                              | 3 – 3                                                                                          | –                                                                                              |
| Feijenoord                                                                                     | 2 – 1                                                                                          | –                                                                                              | –                                                                                              | –                                                                                              | –                                                                                              | –                                                                                              |                                                                                                | 7 – 0                                                                                          | 3 – 0                                                                                          | 4 – 2                                                                                          | 5 – 0                                                                                          | –                                                                                              | 2 – 5                                                                                          |
| Juliana                                                                                        | –                                                                                              | 2 – 2                                                                                          | –                                                                                              | –                                                                                              | –                                                                                              | 1 – 3                                                                                          | –                                                                                              |                                                                                                | –                                                                                              | 2 – 0                                                                                          | –                                                                                              | 1 – 2                                                                                          | 3 – 3                                                                                          |
| LONGA                                                                                          | 1 – 0                                                                                          | –                                                                                              | –                                                                                              | –                                                                                              | –                                                                                              | –                                                                                              | –                                                                                              | 3 – 3                                                                                          |                                                                                                | 4 – 0                                                                                          | –                                                                                              | 2 – 1                                                                                          | 1 – 2                                                                                          |
| MVV                                                                                            | –                                                                                              | 5 – 1                                                                                          | –                                                                                              | –                                                                                              | –                                                                                              | 5 – 2                                                                                          | –                                                                                              | –                                                                                              | –                                                                                              |                                                                                                | 2 – 2                                                                                          | –                                                                                              | 0 – 1                                                                                          |
| NOAD                                                                                           | –                                                                                              | 3 – 1                                                                                          | 4 – 1                                                                                          | –                                                                                              | 2 – 5                                                                                          | –                                                                                              | –                                                                                              | 0 – 1                                                                                          | –                                                                                              | –                                                                                              |                                                                                                | –                                                                                              | –                                                                                              |
| Sparta                                                                                         | 1 – 4                                                                                          | –                                                                                              | 2 – 2                                                                                          | –                                                                                              | –                                                                                              | –                                                                                              | –                                                                                              | –                                                                                              | –                                                                                              | –                                                                                              | 3 – 1                                                                                          |                                                                                                | –                                                                                              |
| SVV                                                                                            | –                                                                                              | –                                                                                              | 3 – 0                                                                                          | 2 – 0                                                                                          | 3 – 0                                                                                          | 0 – 2                                                                                          | –                                                                                              | –                                                                                              | –                                                                                              | –                                                                                              | –                                                                                              | 3 – 2                                                                                          |                                                                                                |

| 1.  | Toon Meerman     | Feijenoord | 13 |
| 2.  | Cor van der Gijp | Emma       | 12 |
| 3.  | Wim van der Gijp | Emma       | 11 |
| 4.  | Jan Verhoek      | ADO        | 10 |
| 5.  | Nico Boot        | Sparta     | 8  |
| 5.  | Henk Könemann    | SVV        | 8  |
| 7.  | Nico de Bruijn   | Feijenoord | 7  |
| 7.  | Jo Toennaer      | MVV        | 7  |
| 7.  | Albert Ummels    | MVV        | 7  |
| 10. | Piet van Es      | D.F.C.     | 6  |

## Herstart competitie
Nadat beide bonden fuseerden werd besloten om een herstart te maken van de eerste klassen. Alle 56 clubs werden willekeurig ingedeeld in een van de vier poules. Aan het eind van het seizoen speelden de vier kampioenen play-offs om het landskampioenschap. De negen hoogst geklasseerde clubs spelen in het seizoen 1955/56 in de Hoofdklasse en van daaruit in het daaropvolgend seizoen in de Ere- of Eerste divisie. Alle overige clubs werden voor het volgende seizoen ingedeeld in de eerste klasse.

### Eerste klasse A

#### Deelnemende teams
| Club          | Plaats       | Accommodatie           | Capaciteit | Trainer         |
| ------------- | ------------ | ---------------------- | ---------- | --------------- |
| Amsterdam     | Amsterdam    | Olympisch Stadion      | 65.000     | Ger Stroker     |
| DOS           | Utrecht      | Galgenwaard            | 17.000     | Louis Pastoor   |
| Emma          | Dordrecht    | Reeweg                 | 12.000     | Daaf Drok       |
| Excelsior     | Rotterdam    | Woudestein             | 11.000     | Rinus Smits     |
| Go Ahead      | Deventer     | Vetkampstraat          | 10.000     | Franz Köhler    |
| Holland Sport | Scheveningen | Houtrust               | 25.000     | Vilmos Halpern  |
| Leeuwarden    | Leeuwarden   | Gemeentelijk Sportpark | 16.000     | Piet Dubbelman  |
| LONGA         | Tilburg      | Aan de spoorbrug       | 15.000     | Geen trainer    |
| MVV           | Maastricht   | De Boschpoort          | 18.000     | Viktor Havlicek |
| NAC           | Breda        | Beatrixstraat          | 20.000     | Jan Blom        |
| Roda Sport    | Kerkrade     | Jonkerbergstraat       | 10.000     | Jung Schlangen  |
| Stormvogels   | IJmuiden     | Schoonenberg           | 18.000     | Arie Rentenaar  |
| Veendam       | Veendam      | De Langeleegte         | 13.000     | Hein Schmitter  |
| Zwolsche Boys | Zwolle       | De Vrolijkheid         | 10.000     | Jan Lodensteyn  |

#### Eindstand
| pos | club          | gs | w  | g | v  | pnt | dv | dt | ds  |
| --- | ------------- | -- | -- | - | -- | --- | -- | -- | --- |
| 1.  | NAC           | 26 | 18 | 5 | 3  | 41  | 60 | 24 | 36  |
| 2.  | Holland Sport | 26 | 18 | 4 | 4  | 40  | 72 | 33 | 39  |
| 3.  | MVV           | 26 | 14 | 6 | 6  | 34  | 64 | 37 | 27  |
| 4.  | Excelsior     | 26 | 13 | 5 | 8  | 31  | 47 | 36 | 11  |
| 5.  | Amsterdam     | 26 | 11 | 5 | 10 | 27  | 53 | 41 | 12  |
| 6.  | Emma          | 26 | 11 | 5 | 10 | 27  | 41 | 47 | -6  |
| 7.  | DOS           | 26 | 12 | 2 | 12 | 26  | 60 | 53 | 7   |
| 8.  | Stormvogels   | 26 | 9  | 8 | 9  | 26  | 49 | 42 | 7   |
| 9.  | Roda Sport    | 26 | 11 | 4 | 11 | 26  | 48 | 51 | -3  |
| 10. | LONGA         | 26 | 10 | 3 | 13 | 23  | 55 | 65 | -10 |
| 11. | Leeuwarden    | 26 | 7  | 7 | 12 | 21  | 40 | 59 | -19 |
| 12. | Zwolsche Boys | 26 | 5  | 5 | 16 | 15  | 31 | 59 | -28 |
| 13. | Veendam       | 26 | 4  | 6 | 16 | 14  | 38 | 85 | -47 |
| 14. | Go Ahead      | 26 | 3  | 7 | 16 | 13  | 27 | 53 | -26 |

#### Legenda
| Kleur | Kwalificatie voor               |
| ----- | ------------------------------- |
|       | Kampioenscompetitie             |
|       | Promotie naar de Hoofdklasse    |
|       | Geplaatst voor de Eerste klasse |

#### Uitslagen
|               | AMS   | DOS   | EMA   | EXC   | GOA   | HOL   | LEE   | LON   | MVV   | NAC   | RSP   | STO   | VEE   | ZBO   |
| ------------- | ----- | ----- | ----- | ----- | ----- | ----- | ----- | ----- | ----- | ----- | ----- | ----- | ----- | ----- |
| Amsterdam     |       | 4 – 1 | 3 – 0 | 3 – 0 | 1 – 1 | 3 – 4 | 3 – 0 | 4 – 3 | 1 – 3 | 3 – 3 | 3 – 1 | 0 – 1 | 4 – 1 | 1 – 2 |
| DOS           | 4 – 2 |       | 1 – 2 | 0 – 2 | 0 – 4 | 2 – 1 | 4 – 1 | 4 – 1 | 4 – 2 | 1 – 2 | 1 – 5 | 3 – 2 | 6 – 2 | 6 – 1 |
| Emma          | 1 – 4 | 0 – 0 |       | 1 – 0 | 2 – 2 | 1 – 3 | 2 – 0 | 2 – 3 | 1 – 2 | 0 – 3 | 5 – 0 | 2 – 1 | 4 – 1 | 1 – 1 |
| Excelsior     | 2 – 1 | 1 – 0 | 4 – 2 |       | 1 – 0 | 4 – 6 | 1 – 1 | 2 – 0 | 1 – 1 | 0 – 2 | 4 – 1 | 3 – 0 | 4 – 0 | 3 – 2 |
| Go Ahead      | 1 – 0 | 1 – 0 | 3 – 5 | 3 – 5 |       | 0 – 5 | 0 – 1 | 1 – 3 | 1 – 3 | 0 – 1 | 1 – 1 | 1 – 2 | 0 – 1 | 0 – 0 |
| Holland Sport | 4 – 1 | 3 – 0 | 0 – 0 | 2 – 1 | 4 – 2 |       | 3 – 1 | 3 – 0 | 4 – 3 | 1 – 3 | 3 – 1 | 2 – 1 | 8 – 0 | 0 – 0 |
| Leeuwarden    | 1 – 3 | 2 – 1 | 1 – 1 | 3 – 1 | 1 – 1 | 1 – 2 |       | 5 – 2 | 1 – 2 | 1 – 7 | 0 – 1 | 0 – 0 | 1 – 3 | 3 – 2 |
| LONGA         | 0 – 0 | 1 – 4 | 0 – 1 | 2 – 2 | 3 – 1 | 0 – 1 | 2 – 2 |       | 3 – 4 | 0 – 5 | 1 – 0 | 2 – 1 | 4 – 0 | 7 – 2 |
| MVV           | 1 – 2 | 5 – 3 | 6 – 0 | 0 – 0 | 4 – 1 | 1 – 1 | 2 – 3 | 5 – 1 |       | 2 – 0 | 5 – 0 | 4 – 3 | 1 – 1 | 4 – 1 |
| NAC           | 2 – 1 | 1 – 2 | 3 – 1 | 1 – 0 | 0 – 0 | 3 – 2 | 5 – 1 | 2 – 4 | 0 – 0 |       | 3 – 0 | 2 – 0 | 4 – 1 | 3 – 1 |
| Roda Sport    | 3 – 2 | 4 – 2 | 1 – 2 | 2 – 1 | 1 – 0 | 2 – 3 | 2 – 2 | 6 – 2 | 1 – 0 | 0 – 0 |       | 1 – 1 | 6 – 1 | 1 – 4 |
| Stormvogels   | 0 – 0 | 3 – 3 | 3 – 0 | 1 – 1 | 1 – 1 | 2 – 1 | 5 – 2 | 3 – 2 | 3 – 0 | 2 – 3 | 2 – 5 |       | 6 – 1 | 0 – 0 |
| Veendam       | 2 – 2 | 0 – 4 | 1 – 3 | 1 – 2 | 5 – 1 | 1 – 1 | 3 – 5 | 4 – 5 | 1 – 1 | 1 – 1 | 2 – 3 | 3 – 3 |       | 2 – 1 |
| Zwolsche Boys | 0 – 2 | 1 – 4 | 1 – 2 | 1 – 2 | 3 – 1 | 0 – 5 | 1 – 1 | 1 – 4 | 0 – 3 | 0 – 1 | 1 – 0 | 0 – 3 | 5 – 0 |       |

#### Topscorers
| #   | Naam                 | Club          | Goal |
| --- | -------------------- | ------------- | ---- |
| 1.  | Henk Schouten        | Holland Sport | 21   |
| 2.  | Nol Braams           | Excelsior     | 20   |
| 3.  | Tonny van der Linden | DOS           | 19   |
| 3.  | Frans Rutten         | Roda Sport    | 19   |
| 5.  | Lambert de Kort      | LONGA         | 17   |
| 5.  | Dirk Lammers         | DOS           | 17   |
| 7.  | Bob Jongen           | Roda Sport    | 16   |
| 8.  | Bertus de Harder     | Holland Sport | 15   |
| 8.  | Louis Overbeeke      | NAC           | 15   |
| 10. | Harrie van 't Hoofd  | MVV           | 13   |
| 10. | Leo Canjels          | NAC           | 13   |
| 10. | Jan van Hoogenhuizen | NAC           | 13   |
| 10. | Jan Luppens          | Stormvogels   | 13   |
| 10. | Gouke van der Meer   | Stormvogels   | 13   |

### Eerste klasse B

#### Deelnemende teams
| Club         | Plaats     | Accommodatie           | Capaciteit | Trainer                                                      |
| ------------ | ---------- | ---------------------- | ---------- | ------------------------------------------------------------ |
| ADO          | Den Haag   | Zuiderparkstadion      | 25.000     | Franz Gutkas (Bij ziekte vervangen door Friedrich Donenfeld) |
| Brabantia    | Eindhoven  | Botenlaan              | 10.000     | Sam Wadsworth                                                |
| DWS          | Amsterdam  | Spaarndammerdijk       | 10.000     | Toon Bruins Slot                                             |
| EDO          | Haarlem    | Noordersportpark       | 10.000     | Arij Smit                                                    |
| Elinkwijk    | Utrecht    | Amsterdamsestraatweg   | 13.000     | Gilbert Richmond                                             |
| Fortuna '54  | Geleen     | Mauritsstadion         | 27.000     | József Veréb                                                 |
| Heerenveen   | Heerenveen | Gemeentelijk Sportpark | 12.000     | Bob Kelly                                                    |
| Heracles     | Almelo     | Bornsestraat           | 25.000     | Duggie Lochhead                                              |
| Rigtersbleek | Enschede   | Heekstraat             | 12.000     | Ernie Robinson                                               |
| Sittardia    | Sittard    | Sittardia-terrein      | 17.000     | József Veréb                                                 |
| Sparta       | Rotterdam  | Het Kasteel            | 11.000     | Toon van den Enden                                           |
| SVV          | Schiedam   | Frankelandsedijk       | 15.000     | Arie de Bruijn                                               |
| Wageningen   | Wageningen | Wageningse Berg        | 16.000     | Jan Poulus                                                   |
| Willem II    | Tilburg    | Gemeentelijk Sportpark | 25.000     | František Fadrhonc                                           |

#### Eindstand
| pos | club         | gs | w  | g | v  | pnt | dv | dt | ds  |
| --- | ------------ | -- | -- | - | -- | --- | -- | -- | --- |
| 1.  | Willem II    | 26 | 19 | 5 | 2  | 43  | 96 | 42 | 54  |
| 2.  | Sparta       | 26 | 12 | 8 | 6  | 32  | 67 | 42 | 25  |
| 3.  | Fortuna '54  | 26 | 13 | 5 | 8  | 31  | 46 | 38 | 8   |
| 4.  | SVV          | 26 | 11 | 6 | 9  | 28  | 53 | 50 | 3   |
| 5.  | ADO          | 26 | 10 | 6 | 10 | 26  | 48 | 43 | 5   |
| 6.  | Sittardia    | 26 | 10 | 6 | 10 | 26  | 57 | 52 | 5   |
| 7.  | Elinkwijk    | 26 | 11 | 4 | 11 | 26  | 48 | 45 | 3   |
| 8.  | EDO          | 26 | 11 | 4 | 11 | 26  | 42 | 45 | -3  |
| 9.  | Rigtersbleek | 26 | 10 | 6 | 10 | 26  | 49 | 58 | -9  |
| 10. | DWS          | 26 | 9  | 6 | 11 | 24  | 35 | 38 | -3  |
| 11. | Heerenveen   | 26 | 9  | 5 | 12 | 23  | 56 | 68 | -12 |
| 12. | Heracles     | 26 | 8  | 5 | 13 | 21  | 56 | 71 | -15 |
| 13. | Brabantia*   | 26 | 6  | 6 | 14 | 18  | 34 | 68 | -34 |
| 14. | Wageningen   | 26 | 6  | 2 | 18 | 14  | 33 | 60 | -27 |

* Brabantia keerde na het seizoen terug naar de amateurs vanwege financiële problemen.

#### Legenda
| Kleur | Kwalificatie voor                       |
| ----- | --------------------------------------- |
|       | Kampioenscompetitie                     |
|       | Promotie naar de Hoofdklasse            |
|       | Geplaatst voor de Eerste klasse         |
|       | Vrijwillige degradatie naar de Amateurs |

#### Uitslagen
|              | ADO   | BRA   | DWS   | EDO   | ELI   | F54   | HEE   | HER   | RIG   | SIT   | SPA   | SVV   | WAG   | WIL   |
| ------------ | ----- | ----- | ----- | ----- | ----- | ----- | ----- | ----- | ----- | ----- | ----- | ----- | ----- | ----- |
| ADO          |       | 0 – 0 | 0 – 3 | 1 – 2 | 0 – 3 | 0 – 1 | 4 – 1 | 0 – 0 | 6 – 3 | 4 – 1 | 2 – 1 | 3 – 2 | 1 – 0 | 2 – 3 |
| Brabantia    | 0 – 6 |       | 1 – 1 | 4 – 1 | 1 – 1 | 0 – 1 | 2 – 1 | 4 – 1 | 0 – 3 | 2 – 2 | 3 – 2 | 1 – 4 | 3 – 1 | 1 – 5 |
| DWS          | 3 – 1 | 2 – 0 |       | 0 – 0 | 2 – 3 | 0 – 0 | 1 – 2 | 3 – 1 | 2 – 1 | 1 – 0 | 1 – 3 | 5 – 1 | 0 – 0 | 0 – 1 |
| EDO          | 2 – 2 | 4 – 0 | 2 – 1 |       | 2 – 1 | 1 – 2 | 6 – 0 | 2 – 0 | 2 – 4 | 2 – 1 | 1 – 5 | 2 – 1 | 2 – 1 | 0 – 1 |
| Elinkwijk    | 1 – 2 | 2 – 0 | 1 – 0 | 3 – 0 |       | 3 – 1 | 3 – 1 | 2 – 3 | 0 – 1 | 3 – 2 | 3 – 3 | 0 – 1 | 1 – 0 | 4 – 1 |
| Fortuna '54  | 2 – 3 | 1 – 1 | 0 – 0 | 3 – 0 | 2 – 0 |       | 4 – 0 | 3 – 1 | 0 – 1 | 1 – 3 | 1 – 0 | 3 – 2 | 2 – 1 | 2 – 4 |
| Heerenveen   | 2 – 1 | 6 – 1 | 0 – 1 | 1 – 5 | 1 – 1 | 1 – 4 |       | 6 – 0 | 1 – 5 | 2 – 2 | 3 – 6 | 4 – 4 | 4 – 2 | 1 – 1 |
| Heracles     | 2 – 2 | 2 – 2 | 5 – 1 | 3 – 1 | 4 – 2 | 3 – 2 | 0 – 4 |       | 5 – 1 | 2 – 2 | 4 – 5 | 3 – 1 | 2 – 4 | 2 – 3 |
| Rigtersbleek | 1 – 0 | 3 – 2 | 3 – 2 | 2 – 2 | 2 – 2 | 1 – 3 | 1 – 5 | 1 – 1 |       | 2 – 2 | 2 – 2 | 2 – 3 | 3 – 1 | 2 – 2 |
| Sittardia    | 3 – 0 | 0 – 1 | 2 – 0 | 5 – 1 | 5 – 2 | 3 – 1 | 3 – 2 | 5 – 3 | 1 – 0 |       | 1 – 5 | 2 – 2 | 1 – 2 | 7 – 4 |
| Sparta       | 1 – 1 | 4 – 1 | 1 – 1 | 1 – 0 | 3 – 2 | 2 – 2 | 6 – 0 | 4 – 2 | 3 – 0 | 1 – 1 |       | 1 – 1 | 1 – 2 | 1 – 1 |
| SVV          | 2 – 2 | 3 – 1 | 4 – 0 | 0 – 1 | 1 – 3 | 2 – 2 | 2 – 3 | 3 – 1 | 3 – 0 | 3 – 2 | 2 – 1 |       | 3 – 2 | 0 – 0 |
| Wageningen   | 0 – 5 | 5 – 2 | 1 – 3 | 0 – 0 | 3 – 0 | 0 – 3 | 1 – 3 | 3 – 4 | 0 – 2 | 1 – 0 | 1 – 2 | 0 – 2 |       | 2 – 6 |
| Willem II    | 4 – 0 | 7 – 1 | 5 – 2 | 3 – 1 | 4 – 2 | 6 – 0 | 2 – 2 | 5 – 2 | 8 – 3 | 5 – 1 | 4 – 3 | 6 – 1 | 5 – 0 |       |

#### Topscorers
| #  | Naam                | Club         | Goal |
| -- | ------------------- | ------------ | ---- |
| 1. | Harie Ehlen         | Sittardia    | 25   |
| 2. | Piet de Jong        | Willem II    | 24   |
| 2. | Jan van Roessel     | Willem II    | 24   |
| 4. | Henk Angenent       | Fortuna '54  | 23   |
| 5. | Sjel de Bruyckere   | Willem II    | 21   |
| 5. | Gerrit Trooster     | Rigtersbleek | 21   |
| 7. | Abe Lenstra         | Heerenveen   | 20   |
| 8. | Willy Mos           | Heracles     | 18   |
| 9. | Nico Boot           | Sparta       | 15   |
| 9. | Marten Brandsma     | Heerenveen   | 15   |
| 9. | Teus van Rheenen    | Elinkwijk    | 15   |
| 9. | Henk van Roodselaar | EDO          | 15   |

### Eerste klasse C

#### Deelnemende teams
| Club            | Plaats    | Accommodatie        | Capaciteit | Trainer          |
| --------------- | --------- | ------------------- | ---------- | ---------------- |
| Alkmaar '54     | Alkmaar   | Alkmaarderhout      | 20.000     | Gerrit van Wijhe |
| Blauw-Wit       | Amsterdam | Olympisch Stadion   | 65.000     | Ron Dellow       |
| EBOH            | Dordrecht | Straatweg           | 12.000     | Richard Dombi    |
| Enschedese Boys | Enschede  | Volkspark           | 25.000     | Leslie Fenwick   |
| Feijenoord      | Rotterdam | Stadion Feijenoord  | 65.000     | Adriaan Koonings |
| GVAV            | Groningen | Oosterpark          | 15.000     | Otto Bonsema     |
| Haarlem         | Haarlem   | Jan Gijzenkade      | 14.500     | Kick Smit        |
| Hermes DVS      | Schiedam  | Damlaan             | 14.000     | Chris Molenveld  |
| Limburgia       | Brunssum  | Venweg              | 15.500     | Branko Vidović   |
| N.E.C.          | Nijmegen  | Goffertstadion      | 29.000     | Coen Delsen      |
| NOAD            | Tilburg   | Industriestraat     | 15.000     | Jan Bijl         |
| PSV             | Eindhoven | Philips Stadion     | 17.500     | Huub de Leeuw    |
| Rapid JC        | Kerkrade  | Kaalheide           | 20.000     | Ludwig Veg       |
| Vitesse         | Arnhem    | Nieuw-Monnikenhuize | 18.000     | Joseph Gruber    |

#### Eindstand
| pos | club            | gs | w  | g  | v  | pnt | dv | dt | ds  |
| --- | --------------- | -- | -- | -- | -- | --- | -- | -- | --- |
| 1.  | PSV             | 26 | 16 | 7  | 3  | 39  | 64 | 39 | 25  |
| 2.  | Rapid JC        | 26 | 15 | 5  | 6  | 35  | 70 | 41 | 29  |
| 3.  | Limburgia       | 26 | 14 | 6  | 6  | 34  | 53 | 33 | 20  |
| 4.  | GVAV            | 26 | 14 | 5  | 7  | 33  | 69 | 50 | 19  |
| 5.  | Alkmaar '54     | 26 | 11 | 6  | 9  | 28  | 41 | 37 | 4   |
| 6.  | EBOH            | 26 | 12 | 4  | 10 | 28  | 45 | 50 | -5  |
| 7.  | Feijenoord      | 26 | 11 | 5  | 10 | 27  | 47 | 47 | 0   |
| 8.  | Vitesse         | 26 | 10 | 7  | 9  | 27  | 42 | 44 | -2  |
| 9.  | NOAD¹           | 26 | 8  | 10 | 8  | 26  | 41 | 36 | 5   |
| 10. | Haarlem¹        | 26 | 9  | 8  | 9  | 26  | 47 | 42 | 5   |
| 11. | Enschedese Boys | 26 | 6  | 6  | 14 | 18  | 38 | 67 | -29 |
| 12. | N.E.C.          | 26 | 4  | 9  | 13 | 17  | 33 | 49 | -16 |
| 13. | Blauw-Wit       | 26 | 6  | 2  | 18 | 14  | 34 | 62 | -28 |
| 14. | Hermes DVS      | 26 | 2  | 8  | 16 | 12  | 28 | 55 | -27 |

#### Legenda
| Kleur | Kwalificatie voor               |
| ----- | ------------------------------- |
|       | Kampioenscompetitie             |
|       | Promotie naar de Hoofdklasse    |
|       | Geplaatst voor de Eerste klasse |

##### Beslissingswedstrijd
¹ Om een plek in de hoofdklasse voor volgend seizoen speelden Haarlem en NOAD (beide 26 punten behaald) een play-off wedstrijd. De wedstrijd die gespeeld werd in De Kuip eindigde in 4–3 in het voordeel van de Tilburgers.
| Datum + plaats                                                                     | Wedstrijd      | Uitslag       | Scoreverloop |
| ---------------------------------------------------------------------------------- | -------------- | ------------- | --- |
| 3 juli 1955, Rotterdam, De Kuip 18.000 toeschouwers Scheidsrechter: Jan Bronkhorst | NOAD – Haarlem | 4 – 3 (2 – 2) | 15' Jan van Leeuwen 1–0, 18' Wim Roosen 1–1, 20' Piet Groeneveld 1–2, 38' Jan van Leeuwen 2–2, 83' Bert Jacob 2–3, 85' Theo de Wilde 3–3, 87' Theo de Wilde 4–3 |

#### Uitslagen
|                 | ALK   | BLW   | EBO   | ENB   | FEIJ  | GVA   | HAA   | DVS   | LIM   | NEC   | NOA   | PSV   | RAP   | VIT   |
| --------------- | ----- | ----- | ----- | ----- | ----- | ----- | ----- | ----- | ----- | ----- | ----- | ----- | ----- | ----- |
| Alkmaar '54     |       | 2 – 0 | 2 – 1 | 6 – 1 | 0 – 1 | 1 – 2 | 1 – 3 | 2 – 1 | 1 – 0 | 6 – 1 | 1 – 1 | 1 – 1 | 4 – 3 | 0 – 0 |
| Blauw-Wit       | 0 – 1 |       | 2 – 0 | 2 – 4 | 1 – 0 | 0 – 2 | 0 – 5 | 1 – 2 | 2 – 5 | 2 – 0 | 1 – 4 | 3 – 4 | 2 – 4 | 4 – 0 |
| EBOH            | 1 – 0 | 5 – 2 |       | 1 – 3 | 1 – 0 | 2 – 1 | 3 – 2 | 1 – 0 | 3 – 3 | 3 – 0 | 1 – 1 | 2 – 2 | 3 – 1 | 2 – 1 |
| Enschedese Boys | 1 – 1 | 2 – 0 | 1 – 5 |       | 0 – 3 | 1 – 3 | 1 – 5 | 3 – 3 | 2 – 3 | 2 – 1 | 0 – 5 | 0 – 2 | 4 – 4 | 1 – 1 |
| Feijenoord      | 2 – 2 | 3 – 5 | 0 – 1 | 1 – 1 |       | 4 – 6 | 2 – 0 | 5 – 3 | 1 – 1 | 2 – 2 | 2 – 1 | 0 – 0 | 3 – 1 | 2 – 1 |
| GVAV            | 5 – 0 | 3 – 2 | 2 – 0 | 3 – 1 | 3 – 6 |       | 2 – 2 | 6 – 1 | 1 – 0 | 2 – 1 | 2 – 2 | 1 – 7 | 1 – 1 | 3 – 2 |
| Haarlem         | 2 – 1 | 0 – 0 | 5 – 3 | 1 – 1 | 4 – 0 | 5 – 4 |       | 2 – 1 | 0 – 4 | 0 – 0 | 0 – 1 | 1 – 2 | 1 – 1 | 1 – 2 |
| Hermes DVS      | 0 – 2 | 1 – 2 | 2 – 0 | 1 – 2 | 1 – 4 | 0 – 0 | 1 – 2 |       | 1 – 3 | 1 – 1 | 0 – 0 | 0 – 0 | 0 – 3 | 0 – 1 |
| Limburgia       | 1 – 0 | 1 – 0 | 1 – 0 | 3 – 1 | 1 – 3 | 3 – 2 | 3 – 0 | 3 – 3 |       | 1 – 0 | 1 – 1 | 1 – 3 | 0 – 0 | 5 – 2 |
| N.E.C.          | 0 – 2 | 4 – 1 | 1 – 2 | 3 – 1 | 0 – 2 | 3 – 3 | 2 – 1 | 1 – 1 | 1 – 2 |       | 0 – 2 | 3 – 3 | 1 – 2 | 2 – 1 |
| NOAD            | 0 – 0 | 0 – 0 | 6 – 1 | 0 – 1 | 2 – 1 | 0 – 4 | 2 – 2 | 3 – 1 | 0 – 4 | 0 – 0 |       | 1 – 3 | 4 – 2 | 2 – 3 |
| PSV             | 4 – 2 | 3 – 1 | 7 – 3 | 3 – 1 | 2 – 0 | 1 – 5 | 0 – 0 | 2 – 1 | 3 – 2 | 4 – 4 | 2 – 1 |       | 1 – 4 | 3 – 1 |
| Rapid JC        | 5 – 0 | 4 – 1 | 4 – 0 | 3 – 1 | 5 – 0 | 3 – 2 | 4 – 2 | 4 – 1 | 2 – 2 | 1 – 0 | 3 – 1 | 0 – 2 |       | 5 – 1 |
| Vitesse         | 1 – 3 | 3 – 0 | 1 – 1 | 4 – 2 | 3 – 0 | 2 – 1 | 1 – 1 | 2 – 2 | 1 – 0 | 2 – 2 | 1 – 1 | 1 – 0 | 4 – 1 |       |

#### Topscorers
| #   | Naam               | Club            | Goal |
| --- | ------------------ | --------------- | ---- |
| 1.  | Coen Dillen        | PSV             | 25   |
| 2.  | Jaap van Oosten    | GVAV            | 22   |
| 3.  | Piet Fransen       | PSV             | 18   |
| 4.  | Huub Janssen       | Rapid JC        | 17   |
| 5.  | Rikkert La Crois   | GVAV            | 16   |
| 6.  | Henk van der Sluis | Alkmaar '54     | 15   |
| 7.  | Noud van Melis     | Rapid JC        | 14   |
| 7.  | Jan Meijer         | NOAD            | 14   |
| 7.  | Loek Feijen        | Limburgia       | 14   |
| 7.  | Jan Hoogen         | Limburgia       | 14   |
| 11. | Johnny de Grooth   | GVAV            | 12   |
| 11. | Bas Hijbeek        | EBOH            | 12   |
| 11. | Gerard Selderhuis  | Enschedese Boys | 12   |

### Eerste klasse D

#### Deelnemende teams
| Club            | Plaats           | Accommodatie  | Capaciteit | Trainer           |
| --------------- | ---------------- | ------------- | ---------- | ----------------- |
| AGOVV           | Apeldoorn        | Berg & Bos    | 15.000     | Wim Vaal          |
| Ajax            | Amsterdam        | De Meer       | 29.500     | Karl Humenberger  |
| Be Quick        | Groningen        | Esserberg     | 18.000     | Arie de Vroet     |
| BVV             | 's-Hertogenbosch | De Vliert     | 30.000     | Charles Jackson   |
| D.F.C.          | Dordrecht        | Krommedijk    | 12.000     | Wim de Smit       |
| Eindhoven       | Eindhoven        | Aalsterweg    | 27.000     | Wim Groenendijk   |
| SC Enschede     | Enschede         | Heekpark      | 12.000     | Jaap van der Leck |
| De Graafschap   | Doetinchem       | De Vijverberg | 13.000     | Julius Huber      |
| HVC             | Amersfoort       | Birkhoven     | 10.000     | Bas Paauwe sr.    |
| RBC             | Roosendaal       | De Luiten     | 5.900      | Wim de Bois       |
| De Volewijckers | Amsterdam        | Mosveld       | 13.000     | Joop de Busser    |
| VSV             | IJmuiden         | Schoonenberg  | 18.000     | Cor Steeman       |
| VVV             | Venlo            | De Kraal      | 18.000     | Ferdi Silz        |
| Xerxes          | Rotterdam        | Xerxesweg     | 10.000     | Adriaan Vervloet  |

#### Eindstand
| pos | club            | gs | w  | g  | v  | pnt | dv | dt | ds  |
| --- | --------------- | -- | -- | -- | -- | --- | -- | -- | --- |
| 1.  | Eindhoven       | 26 | 17 | 5  | 4  | 39  | 59 | 26 | 33  |
| 2.  | VVV             | 26 | 15 | 7  | 4  | 37  | 54 | 21 | 33  |
| 3.  | Ajax            | 26 | 12 | 11 | 3  | 35  | 57 | 30 | 27  |
| 4.  | De Graafschap   | 26 | 13 | 4  | 9  | 30  | 48 | 35 | 13  |
| 5.  | SC Enschede     | 26 | 12 | 5  | 9  | 29  | 48 | 36 | 12  |
| 6.  | BVV             | 26 | 12 | 5  | 9  | 29  | 42 | 39 | 3   |
| 7.  | HVC             | 26 | 8  | 11 | 7  | 27  | 34 | 31 | 3   |
| 8.  | De Volewijckers | 26 | 11 | 4  | 11 | 26  | 34 | 53 | -19 |
| 9.  | D.F.C.¹         | 26 | 10 | 5  | 11 | 25  | 41 | 47 | -6  |
| 10. | RBC¹            | 26 | 9  | 7  | 10 | 25  | 43 | 50 | -7  |
| 11. | VSV             | 26 | 9  | 6  | 11 | 24  | 43 | 43 | 0   |
| 12. | AGOVV           | 26 | 4  | 5  | 17 | 13  | 31 | 55 | -24 |
| 13. | Xerxes          | 26 | 3  | 7  | 16 | 13  | 23 | 51 | -28 |
| 14. | Be Quick        | 26 | 4  | 4  | 18 | 12  | 24 | 64 | -40 |

#### Legenda
| Kleur | Kwalificatie voor               |
| ----- | ------------------------------- |
|       | Kampioenscompetitie             |
|       | Promotie naar de Hoofdklasse    |
|       | Geplaatst voor de Eerste klasse |

##### Beslissingswedstrijd
¹ Om een plek in de hoofdklasse voor volgend seizoen speelden D.F.C. en RBC (beide 25 punten behaald) een play-off wedstrijd. De wedstrijd die gespeeld werd in het NAC-stadion eindigde in 1–0 in het voordeel van D.F.C..
| Datum + plaats                                                                    | Wedstrijd    | Uitslag       | Scoreverloop        |
| --------------------------------------------------------------------------------- | ------------ | ------------- | ------------------- |
| 3 juli 1955, Breda, Beatrixstraat 12.000 toeschouwers Scheidsrechter: Wim Beltman | D.F.C. – RBC | 1 – 0 (0 – 0) | 86' Piet van Es 1–0 |

#### Uitslagen
|                 | AGO   | AJA   | BQU   | BVV   | DFC    | EIN   | ENS   | GRA   | HVC   | RBC   | VWK   | VSV   | VVV   | XER   |
| --------------- | ----- | ----- | ----- | ----- | ------ | ----- | ----- | ----- | ----- | ----- | ----- | ----- | ----- | ----- |
| AGOVV           |       | 1 – 4 | 1 – 1 | 0 – 3 | 10 – 0 | 1 – 3 | 0 – 6 | 0 – 2 | 1 – 1 | 1 – 4 | 0 – 1 | 2 – 0 | 1 – 3 | 4 – 1 |
| Ajax            | 3 – 1 |       | 5 – 1 | 4 – 1 | 3 – 2  | 1 – 1 | 3 – 0 | 3 – 0 | 1 – 1 | 3 – 1 | 3 – 0 | 2 – 2 | 2 – 3 | 1 – 1 |
| Be Quick        | 1 – 2 | 1 – 0 |       | 0 – 1 | 0 – 0  | 1 – 2 | 1 – 3 | 0 – 6 | 0 – 5 | 1 – 1 | 3 – 0 | 1 – 2 | 1 – 7 | 1 – 1 |
| BVV             | 2 – 1 | 0 – 0 | 1 – 2 |       | 2 – 1  | 1 – 1 | 2 – 1 | 1 – 0 | 0 – 2 | 5 – 2 | 4 – 4 | 2 – 1 | 2 – 1 | 5 – 2 |
| D.F.C.          | 3 – 1 | 5 – 3 | 2 – 1 | 1 – 4 |        | 2 – 3 | 4 – 0 | 1 – 2 | 1 – 2 | 0 – 0 | 5 – 1 | 2 – 0 | 0 – 0 | 1 – 1 |
| Eindhoven       | 2 – 0 | 2 – 2 | 4 – 0 | 1 – 0 | 3 – 1  |       | 3 – 0 | 3 – 0 | 1 – 2 | 3 – 2 | 6 – 1 | 3 – 1 | 3 – 1 | 6 – 2 |
| SC Enschede     | 2 – 2 | 1 – 1 | 2 – 1 | 3 – 1 | 0 – 1  | 1 – 0 |       | 0 – 2 | 2 – 0 | 6 – 0 | 1 – 0 | 3 – 1 | 2 – 2 | 2 – 0 |
| De Graafschap   | 1 – 0 | 1 – 1 | 5 – 0 | 1 – 0 | 4 – 1  | 0 – 3 | 5 – 2 |       | 3 – 1 | 2 – 3 | 0 – 3 | 0 – 0 | 1 – 0 | 2 – 1 |
| HVC             | 0 – 0 | 0 – 3 | 3 – 0 | 1 – 1 | 0 – 1  | 0 – 0 | 1 – 1 | 3 – 1 |       | 2 – 2 | 1 – 2 | 2 – 1 | 1 – 1 | 1 – 2 |
| RBC             | 3 – 1 | 1 – 1 | 2 – 1 | 2 – 1 | 3 – 1  | 1 – 2 | 3 – 1 | 1 – 1 | 2 – 2 |       | 1 – 2 | 2 – 2 | 1 – 3 | 1 – 0 |
| De Volewijckers | 1 – 0 | 2 – 2 | 3 – 2 | 3 – 1 | 0 – 2  | 1 – 0 | 0 – 5 | 3 – 2 | 0 – 0 | 0 – 5 |       | 2 – 2 | 0 – 1 | 1 – 0 |
| VSV             | 1 – 1 | 0 – 1 | 3 – 2 | 1 – 2 | 2 – 1  | 1 – 1 | 2 – 1 | 2 – 5 | 5 – 1 | 5 – 0 | 4 – 2 |       | 0 – 2 | 3 – 0 |
| VVV             | 4 – 0 | 0 – 0 | 2 – 0 | 4 – 0 | 1 – 2  | 4 – 0 | 1 – 1 | 3 – 2 | 0 – 0 | 3 – 0 | 2 – 0 | 2 – 0 |       | 2 – 0 |
| Xerxes          | 3 – 0 | 2 – 5 | 1 – 2 | 0 – 0 | 1 – 1  | 0 – 3 | 0 – 2 | 0 – 0 | 0 – 2 | 1 – 0 | 1 – 2 | 1 – 2 | 2 – 2 |       |

#### Topscorers
| #  | Naam                 | Club               | Goal |
| -- | -------------------- | ------------------ | ---- |
| 1. | Piet Burgers         | Ajax               | 18   |
| 2. | Coy Koopal           | VVV                | 16   |
| 3. | Jan Louwers          | Eindhoven          | 15   |
| 3. | Kees Vermunt         | RBC                | 15   |
| 5. | Piet van Es          | D.F.C.             | 14   |
| 6. | Max van Beurden      | BVV                | 13   |
| 7. | Piet Bruijninckx     | RBC                | 12   |
| 7. | Loek den Edel        | Ajax               | 12   |
| 7. | Gerrit Voges         | Sportclub Enschede | 12   |
| 7. | Charley van de Weerd | De Graafschap      | 12   |
| 7. | Wout Zwanenburg      | VSV                | 12   |

## Kampioenscompetitie
Behalve dat het het eerste seizoen was in het betaald voetbal deed zich nog een uniek feit voor, de uiteindelijke winnaars van alle vier de klassen kwamen allen uit Noord-Brabant, NAC uit Breda, Willem II uit Tilburg en PSV en Eindhoven uit Eindhoven. Willem II bleek uiteindelijk de sterkste en mocht zich de eerste landskampioen noemen van het (officiële) betaald voetbal. Het was het derde landskampioenschap voor de Tilburgers.

### Eindstand
| pos | club      | gs | w | g | v | pnt | dv | dt | ds |
| --- | --------- | -- | - | - | - | --- | -- | -- | -- |
| 1.  | Willem II | 6  | 3 | 2 | 1 | 8   | 14 | 11 | 3  |
| 2.  | NAC       | 6  | 2 | 2 | 2 | 6   | 14 | 12 | 2  |
| 3.  | PSV       | 6  | 1 | 4 | 1 | 6   | 10 | 10 | 0  |
| 4.  | Eindhoven | 6  | 1 | 2 | 3 | 4   | 9  | 14 | -5 |

### Legenda
| Kleur | Kwalificatie voor |
| ----- | ----------------- |
|       | Landskampioen     |
|       | Europacup I       |

### Uitslagen
|           | WIL   | NAC   | PSV   | EIN   |
| --------- | ----- | ----- | ----- | ----- |
| Willem II |       | 2 – 2 | 3 – 1 | 2 – 0 |
| NAC       | 3 – 1 |       | 0 – 2 | 2 – 3 |
| PSV       | 3 – 3 | 2 – 2 |       | 1 – 1 |
| Eindhoven | 2 – 3 | 2 – 5 | 1 – 1 |       |

## Voetnoten
1. ↑  Competitie NBVB begint op Zondag 12 September, Het Rotterdamsch parool, 16 augustus 1954

Alkmaar '54 · Amsterdam · Den Haag · Fortuna '54 · De Graafschap · Rapid '54 · Rotterdam · Twentse Profs · Utrecht · Venlo '54
Nederlands landskampioenschap

1888/89 · 
1889/90 ·
1890/91 ·
1891/92 ·
1892/93 ·
1893/94 ·
1894/95 ·
1895/96 ·
1896/97 ·
1897/98 ·
1898/99 ·
1899/00 ·
1900/01 ·
1901/02 ·
1902/03 ·
1903/04 ·
1904/05 ·
1905/06 ·
1906/07 ·
1907/08 ·
1908/09 ·
1909/10 ·
1910/11 ·
1911/12 ·
1912/13 ·
1913/14 ·
1914/15 ·
1915/16 ·
1916/17 ·
1917/18 ·
1918/19 ·
1919/20 ·
1920/21 ·
1921/22 ·
1922/23 ·
1923/24 ·
1924/25 ·
1925/26 ·
1926/27 ·
1927/28 ·
1928/29 ·
1929/30 ·
1930/31 ·
1931/32 ·
1932/33 ·
1933/34 ·
1934/35 ·
1935/36 ·
1936/37 ·
1937/38 ·
1938/39 ·
1939/40 ·
1940/41 ·
1941/42 ·
1942/43 ·
1943/44 ·
1944/45 ·
1945/46 ·
1946/47 ·
1947/48 ·
1948/49 ·
1949/50 ·
1950/51 ·
1951/52 ·
1952/53 ·
1953/54
Betaald voetbal

Eerste klasse 1954/55 ·
Hoofdklasse 1955/56
Eredivisie

1956/57 · 1957/58 · 1958/59 · 1959/60 · 1960/61 · 1961/62 · 1962/63 · 1963/64 · 1964/65 · 1965/66 · 1966/67 · 1967/68 · 1968/69 · 1969/70 · 1970/71 · 1971/72 · 1972/73 · 1973/74 · 1974/75 · 1975/76 · 1976/77 · 1977/78 · 1978/79 · 1979/80 · 1980/81 · 1981/82 · 1982/83 · 1983/84 · 1984/85 · 1985/86 · 1986/87 · 1987/88 · 1988/89 · 1989/90 · 1990/91 · 1991/92 · 1992/93 · 1993/94 · 1994/95 · 1995/96 · 1996/97 · 1997/98 · 1998/99 · 1999/00 · 2000/01 · 2001/02 · 2002/03 · 2003/04 · 2004/05 · 2005/06 · 2006/07 · 2007/08 · 2008/09 · 2009/10 · 2010/11 · 2011/12 · 2012/13 · 2013/14 · 2014/15 · 2015/16 · 2016/17 · 2017/18 · 2018/19 · 2019/20 · 2020/21 · 2021/22 · 2022/23 · 2023/24 · 2024/25 · 2025/26